# 下呂町立和佐小学校
下呂町立和佐小学校 （げろちょうりつ わさしょうがっこう）は、かつて岐阜県益田郡下呂町（現・下呂市）に存在した公立小学校。

## 概要
- 校区は和佐・焼石・火打・瀬戸・三ツ渕であり、旧・益田郡中原村の小学校であった。1969年、中山小学校久野川分校、中山小学校、中山小学校久野川分校[注釈 2]と統合し、中原小学校の新設により廃校。
- 跡地は2018年現在、和佐グラウンドとなっている。

## 沿革
- 1873年（明治6年） - 和佐村に和佐小学校が開校。校区は和佐村、焼石村。火打村に火打分校[注釈 3]を設置。
- 1875年（明治8年） - 久野川村、夏焼村、蛇之尾村、田口村、門和佐村、門原村、保井戸村、火打村、和佐村、瀬戸村、三ツ渕村、福来村、中津原村、大船渡村、中切村、下原町村、渡村が合併し、下原村となる。
- 1883年（明治16年）6月1日 - 下原村が分割され、門原・保井戸・火打・和佐・瀬戸・三ツ渕で中原村が発足。
- 1886年（明治19年） - 閉校。
- 1887年（明治20年） - 和佐簡易科小学校として開校。
- 1888年（明治21年） - 和佐尋常小学校に改称する。
- 1904年（明治37年） - 和佐尋常高等小学校に改称する。
- 1927年（昭和2年） - 新築移転。中山尋常高等小学校校区の瀬戸、三ツ渕を和佐尋常高等小学校校区に変更する。
- 1941年（昭和16年）4月1日 - 和佐国民学校に改称する。
- 1947年（昭和22年）4月1日 - 中原村立和佐小学校に改称する。
- 1955年（昭和30年）4月1日 - 下呂町、竹原村、上原村、中原村が合併し、下呂町が発足。同時に下呂町立和佐小学校に改称する。
- 1969年（昭和44年） - 統合により廃校。